# Liste der Gemeinden in Murcia
Die spanische autonome Gemeinschaft Murcia hat 45 Gemeinden (Stand 1. Januar 2019).

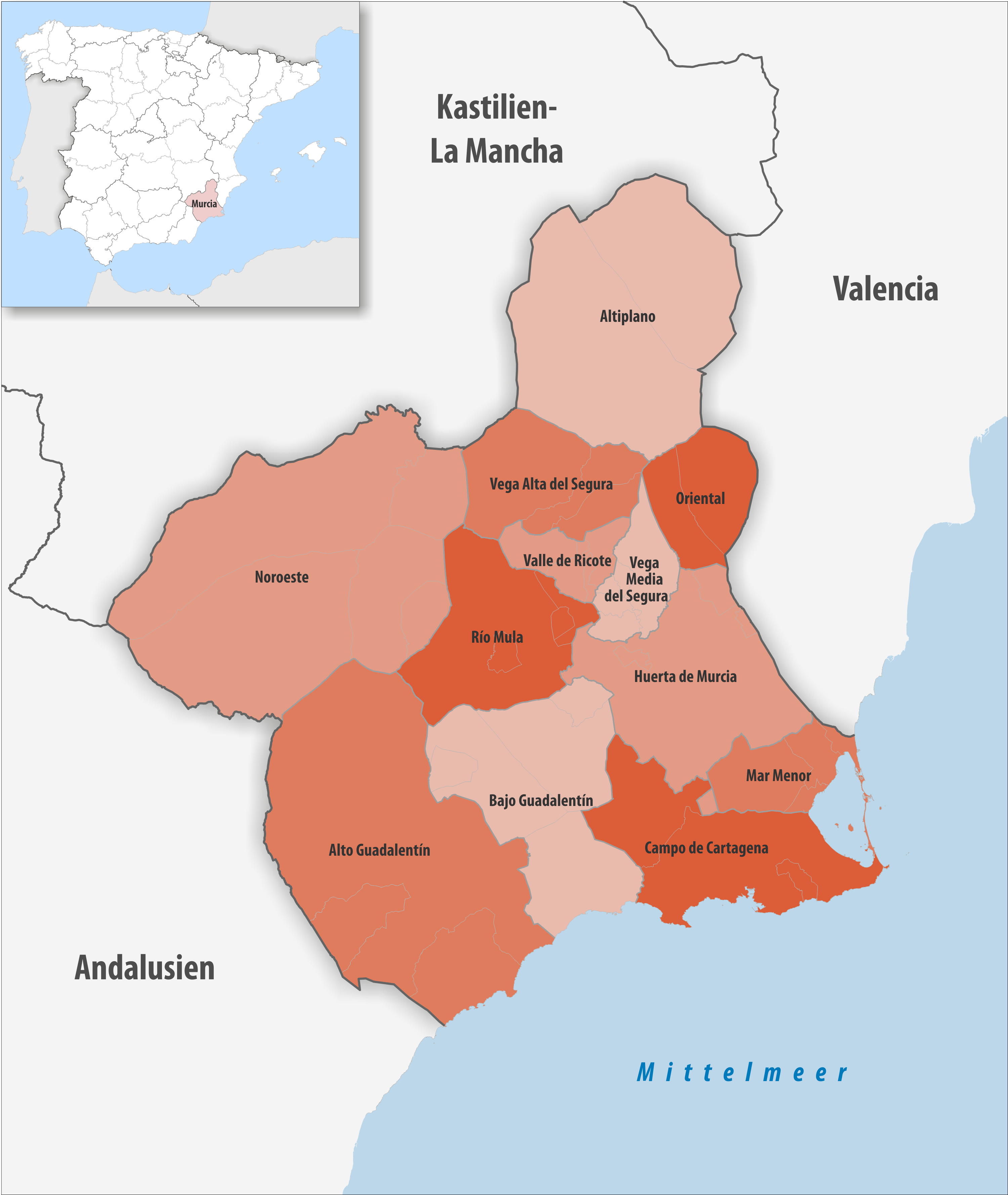
Comarcas in der autonomen Gemeinschaft Murcia

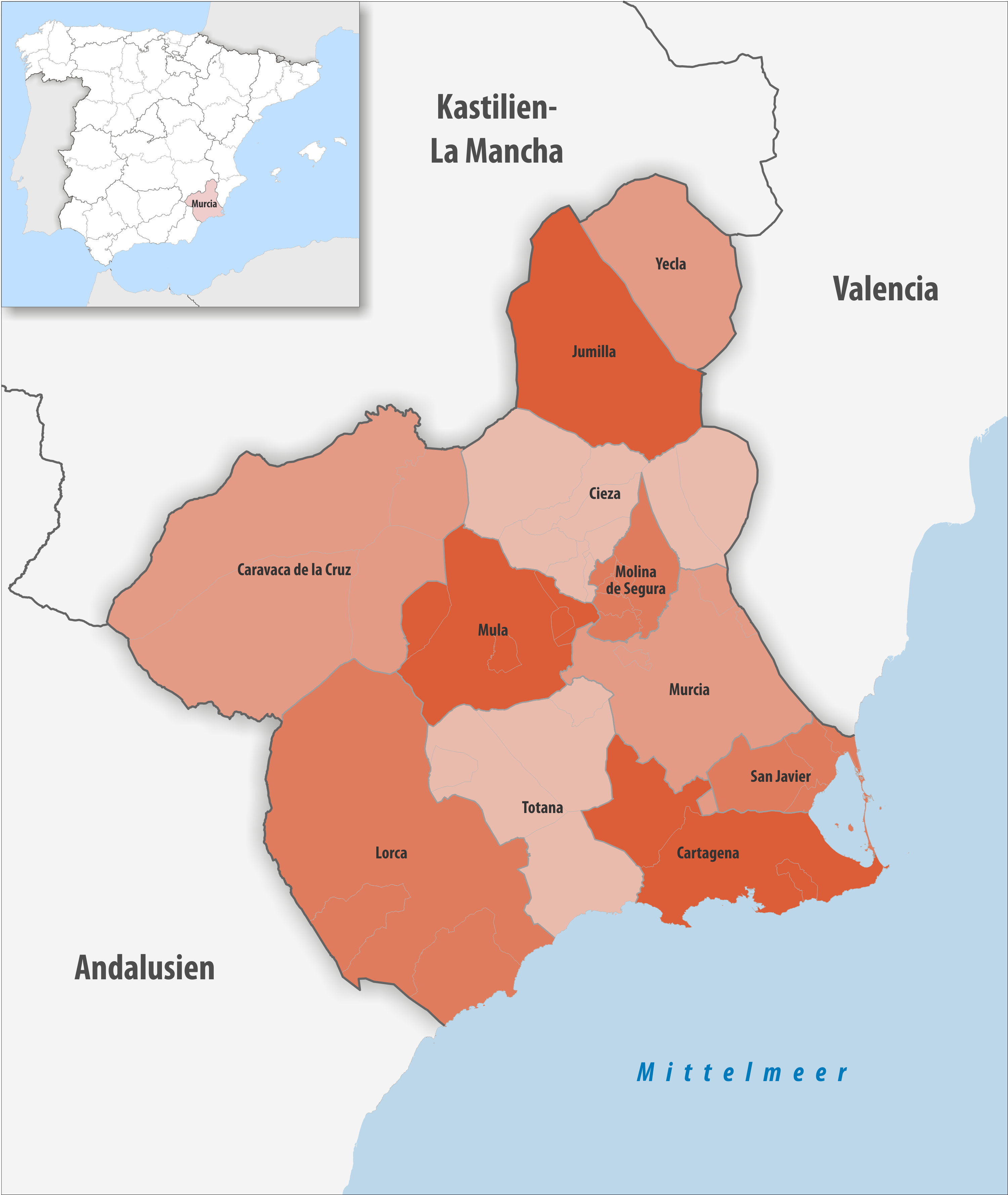
Gerichtsbezirke in der autonomen Gemeinschaft Murcia

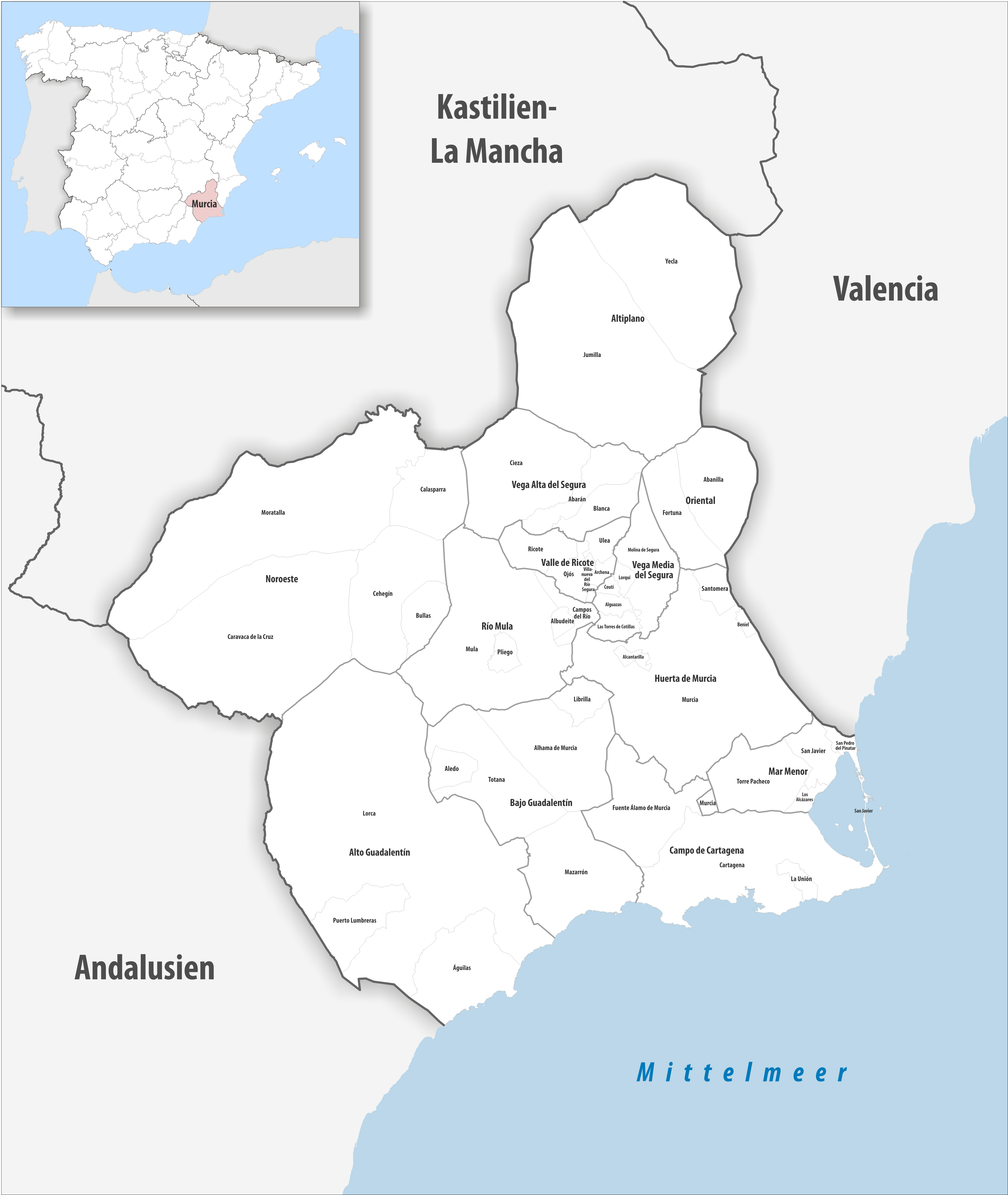
Gemeinden und Comarcas in der Provinz Murcia

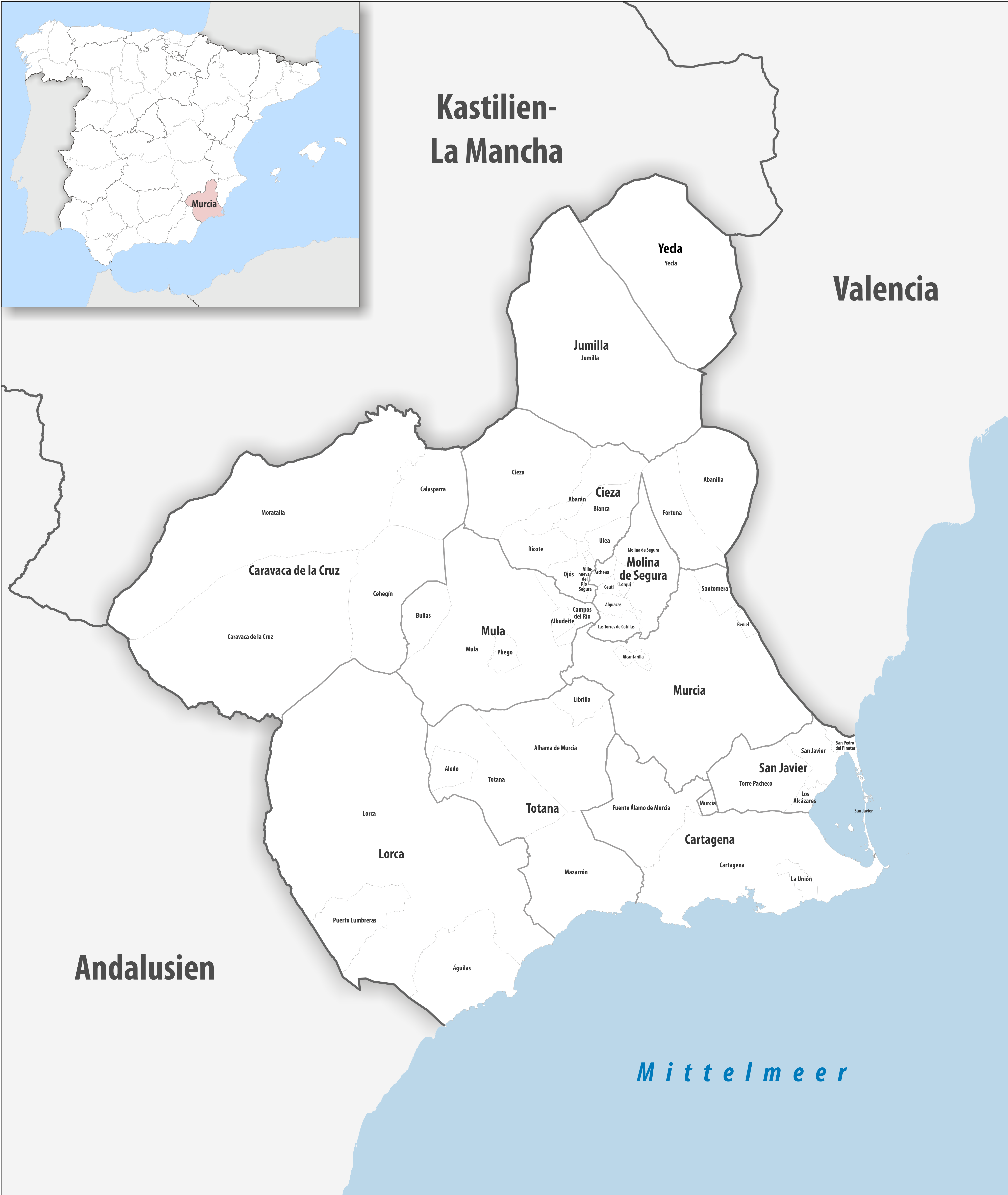
Gemeinden und Gerichtsbezirke in der Provinz Murcia

| Wappen | Gemeinden                 | Einwohner (2024) | Fläche km² | Dichte Einw./km² | Cod INE | Comarca               | Gerichtsbezirk      |
| ------ | ------------------------- | ---------------- | ---------- | ---------------- | ------- | --------------------- | ------------------- |
|        | Abanilla                  | 6.206            | 235,43     | 26               | 30001   | Región Oriental       | Cieza               |
|        | Abarán                    | 13.000           | 115,04     | 113              | 30002   | Vega Alta del Segura  | Cieza               |
|        | Águilas                   | 37.417           | 251,77     | 149              | 30003   | Alto Guadalentín      | Lorca               |
|        | Albudeite                 | 1.400            | 17,08      | 82               | 30004   | Río Mula              | Mula                |
|        | Alcantarilla              | 43.547           | 16,24      | 2.681            | 30005   | Huerta de Murcia      | Murcia              |
|        | Los Alcázares             | 19.506           | 20,06      | 972              | 30902   | Mar Menor             | San Javier          |
|        | Aledo                     | 1.108            | 49,54      | 22               | 30006   | Bajo Guadalentín      | Totana              |
|        | Alguazas                  | 10.204           | 23,84      | 428              | 30007   | Vega Media del Segura | Molina de Segura    |
|        | Alhama de Murcia          | 23.578           | 312,79     | 75               | 30008   | Bajo Guadalentín      | Totana              |
|        | Archena                   | 20.976           | 16,38      | 1.281            | 30009   | Valle de Ricote       | Molina de Segura    |
|        | Beniel                    | 11.535           | 10,11      | 1.141            | 30010   | Huerta de Murcia      | Murcia              |
|        | Blanca                    | 6.825            | 87,17      | 78               | 30011   | Vega Alta del Segura  | Cieza               |
|        | Bullas                    | 11.793           | 82,50      | 143              | 30012   | Noroeste              | Mula                |
|        | Calasparra                | 10.286           | 185,56     | 55               | 30013   | Noroeste              | Caravaca de la Cruz |
|        | Campos del Río            | 2.151            | 47,01      | 46               | 30014   | Río Mula              | Mula                |
|        | Caravaca de la Cruz       | 25.996           | 860,20     | 30               | 30015   | Noroeste              | Caravaca de la Cruz |
|        | Cartagena                 | 219.777          | 560,19     | 392              | 30016   | Campo de Cartagena    | Cartagena           |
|        | Cehegín                   | 14.476           | 300,12     | 48               | 30017   | Noroeste              | Caravaca de la Cruz |
|        | Ceutí                     | 12.842           | 10,30      | 1.247            | 30018   | Vega Media del Segura | Molina de Segura    |
|        | Cieza                     | 35.361           | 366,25     | 97               | 30019   | Vega Alta del Segura  | Cieza               |
|        | Fortuna                   | 11.183           | 149,39     | 75               | 30020   | Región Oriental       | Cieza               |
|        | Fuente Álamo de Murcia    | 18.719           | 274,19     | 68               | 30021   | Campo de Cartagena    | Cartagena           |
|        | Jumilla                   | 27.263           | 969,66     | 28               | 30022   | Altiplano             | Jumilla             |
|        | Librilla                  | 5.777            | 56,62      | 102              | 30023   | Bajo Guadalentín      | Totana              |
|        | Lorca                     | 98.334           | 1.675,27   | 59               | 30024   | Alto Guadalentín      | Lorca               |
|        | Lorquí                    | 7.770            | 15,73      | 494              | 30025   | Vega Media del Segura | Molina de Segura    |
|        | Mazarrón                  | 35.099           | 318,17     | 110              | 30026   | Bajo Guadalentín      | Totana              |
|        | Molina de Segura          | 77.493           | 169,37     | 458              | 30027   | Vega Media del Segura | Molina de Segura    |
|        | Moratalla                 | 7.593            | 952,94     | 8                | 30028   | Noroeste              | Caravaca de la Cruz |
|        | Mula                      | 17.585           | 634,08     | 28               | 30029   | Río Mula              | Mula                |
|        | Murcia                    | 474.617          | 885,11     | 536              | 30030   | Huerta de Murcia      | Murcia              |
|        | Ojós                      | 532              | 45,72      | 12               | 30031   | Valle de Ricote       | Cieza               |
|        | Pliego                    | 3.964            | 29,34      | 135              | 30032   | Río Mula              | Mula                |
|        | Puerto Lumbreras          | 17.822           | 144,62     | 123              | 30033   | Alto Guadalentín      | Lorca               |
|        | Ricote                    | 1.212            | 86,83      | 14               | 30034   | Valle de Ricote       | Cieza               |
|        | San Javier                | 35.872           | 75,36      | 476              | 30035   | Mar Menor             | San Javier          |
|        | San Pedro del Pinatar     | 28.706           | 22,36      | 1.284            | 30036   | Mar Menor             | San Javier          |
|        | Santomera                 | 16.320           | 43,99      | 371              | 30901   | Huerta de Murcia      | Murcia              |
|        | Torre-Pacheco             | 40.074           | 189,61     | 211              | 30037   | Mar Menor             | San Javier          |
|        | Las Torres de Cotillas    | 22.406           | 38,76      | 578              | 30038   | Vega Media del Segura | Molina de Segura    |
|        | Totana                    | 33.663           | 287,28     | 117              | 30039   | Bajo Guadalentín      | Totana              |
|        | Ulea                      | 891              | 40,02      | 22               | 30040   | Valle de Ricote       | Cieza               |
|        | La Unión                  | 21.153           | 25,75      | 821              | 30041   | Campo de Cartagena    | Cartagena           |
|        | Villanueva del Río Segura | 3.944            | 13,14      | 300              | 30042   | Valle de Ricote       | Cieza               |
|        | Yecla                     | 35.957           | 605,28     | 59               | 30043   | Altiplano             | Yecla               |
|        | Provinz Murcia            | 1.571.933        | 11.316,17  | 139              | 30000   | –                     | –                   |

- Karte mit allen verlinkten Seiten:
- OSM |
- WikiMap